# Amomyrtella guilii
Amomyrtella guilii là một loài thực vật có hoa trong Họ Đào kim nương. Loài này được (Speg.) Kausel mô tả khoa học đầu tiên năm 1956.